# Chandu Lal
Chandu Lal  (* 1766; † 15. April 1845) war ein Emporkömmling, dem es mit Unterstützung der Briten gelang, zum starken Mann im indischen Fürstenstaat Hyderabad aufzusteigen.

## Lebensweg
Chandu Lal stammte aus einfachsten Verhältnissen im Punjab. Seinen Lebensunterhalt verdiente er als Verkäufer von Stempeln und als Abschreiber (naqalnavis). Nach Hyderabad gekommen, schrieb er vor dem Charminar Briefe zum Preis von 1 Anna bis 1 Rupie pro Stück. Der Amir-i-kabir nahm ihn in die Dienste der Zollverwaltung. Daneben gelang es ihm durch Geschick als Geldverleiher (sahukar angliziert shroff) Erfolg zu haben.
Nachdem Raja Rajindra 1804 geschäftsführender Diwan wurde, sah er sich 1806 dem Widerstand des neuen Residenten Thomas Sydenham (* 1780; † 1816) gegenüber. Dieser verlangte auf Anweisung des Generalgouverneurs, dass Mir Alam erneut ernannt würde. Nachdem jener 1808 gestorben war, führte der Nizam, der sich (noch) nicht zum zweitklassigen Verbündeten der Briten herabwürdigen wollte, die Amtsgeschäfte etwa ein halbes Jahr selbst, um dann Munir ul-Mulk zu ernennen. Dieser war den Briten nicht genehm, sie wollten stattdessen Shams ul-Umara. Als Kompromisslösung wurde der, inzwischen wegen seiner guten Verbindungen zu Finanzkreisen aufgestiegene, Chandu Lal als peshkar dem Diwan als „Berater“ beigegeben. Durch seine bedingungslose Untertänigkeit den Briten gegenüber konnte er sich der Unterstützung des Residenten, der einem Amtswechsel zustimmen musste, jederzeit sicher sein. Sowohl Asaf Jah III. als auch der an die Wand gespielte Munir ul-Mulk zogen sich aus der aktiven Beteiligung an den Staatsgeschäften zurück und pflegten ein verschwenderisches Luxusleben in ihren Palästen.
Während der Amtszeit von Chandu Lal erreichten Ämterkauf und Korruption selbst für orientalische Verhältnisse ungeheure Ausmaße. Ämter, zum Beispiel als Steuereintreiber eines Bezirks (talukdar) für ein Jahr gingen an den Meistbietenden, wobei der Sieger nicht sicher sein konnte, ob das Amt nicht ein zweites Mal verkauft wurde. Ebenfalls gegen Bezahlung verkaufte er (ohne Berechtigung) Lehen, steuerbefreite Jagirs (Nach 1840 von ihm vergebene Lehen wurden später nur noch dann anerkannt, wenn durch weitere Urkunden die rechtmäßige Belehnung nachgewiesen wurde.) Ein Gerichtswesen, dass diesen Namen verdient, existierte nicht, Urteile ergingen zu Gunsten desjenigen der den einflussreicheren Patron (bezahlt) hatte.
1812 wurden die den Briten zur Verfügung gestellten Truppen auf Verlangen des Residenten Henry Russell umorganisiert. Auch diese Vorläufer des Hyderabad Contingent gingen zu Lasten der Staatskasse. 1816 nahm der Minister, mit Genehmigung des Generalgouverneurs, einen Kredit von der in Hyderabad ansässigen Firma Palmer & Co. auf, wodurch das Land in Schuldknechtschaft geriet. Ein zweiter Kredit 1820 wurde nicht genehmigt, als nach Prüfung durch den neuen Residenten Charles Metcalfe festgestellt wurde, dass fast £ 1 Mio. zu Zinssätzen bis 24 % geliehen und verschwendet worden waren. Weitere Kreditaufnahme wurde untersagt, die Einnahmen der North Circars zum Schuldendienst verwendet und nur 6 % Zinsen gezahlt. Palmer & Co. ging bald darauf bankrott. Verschwendung und Schulden blieben jedoch. Bis zu den Reformen ab 1855 wurden die Staatsfinanzen von einer Gruppe von fünf Bankiers verwaltet, eine geordnete Buchführung existierte nicht. Die während der Amtszeit Chandu Lals angehäuften Schulden waren noch am Ende des Jahrhunderts Gegenstand von Gerichtsverfahren und der Untersuchung der Hyderabad Debt Commission, die 1890 bis 1912 aktiv war.
Chandu Lal erwarb ein Grundstück (Nanak Ram) hinter dem Charminar. Dort ließ er 1822 bis 1830 für 150.000 Rs. den prächtigen Ram Bagh-Palast (im Volksmund auch: Bagh-i-Ram) bauen. Der Garten war so groß, dass die darin angebauten Produkte einen jährlichen Verkaufserlös von 10.000 Rs. einbrachten.
Chandu Lal wurde auch nach dem Tode von Munir ul-Mulk (1832) nie offiziell zum Diwan ernannt, hielt jedoch die entsprechenden Machtbefugnisse in den Händen. Die wohl einzige soziale Reform seiner Amtszeit war das Verbot des Handels mit Kindern 1833. Die finanzielle Situation war so schlecht, dass auf Distriktebene britische Finanzbeamte eingesetzt wurden.
Am 6. September 1843 gab er sein Amt auf. Er erhielt eine Pension von monatlich 30.000 HRs.

## Nachfahren
Die Familie war die einzige nicht-muslimische im Kreis der Herrschenden. Sein Neffe Ram Baksh folgte ihm im Amt nach (1843–46 und September 1849 – April 1851). Sein Enkel Maharaja Narender Pershad Bahadur, war zur Zeit von Salar Jung I. Privatsekretär des Nizam und oberster Administrator für ein Jahr. Mit der Amtseinführung von Asaf Jah VI. war seine politische Karriere beendet. Kishen Pershad, zu dieser Zeit drittgrößter Grundbesitzer des Landes, war 1902 bis 1912 und 1927 bis 1937 Premier.